# Бергер, Алие
Алие Бергер (тур. Aliye Berger; 24 декабря 1903, Бююкада, Стамбул — 9 августа 1974, там же) — турецкая художница и гравёр. Она стала одной из первых гравёров Турецкой Республики и приобрела известность благодаря своим экспрессионистским гравюрам и победой в конкурсе живописи, организованном банком «Yapı Kredi» в 1954 году.

## Биография
Алие Бергер родилась 24 декабря 1903 года на острове Бююкада (у берега Стамбула) в семье Кабаагачлы Шакира-паши и Гиритли Саре Исмаил-ханым. Её сестрой была художница Фахрониса Зейд, а братом — писатель Джеват Шакир Кабаагачлы.
Алие изучала живопись и игру на фортепиано в стамбульском лицее Нотр-Дам-де-Сьон. В 1947 году она вышла замуж за Карла Бергера, своего учителя музыки, но он умер менее чем через полгода после свадьбы.
После кончины супруга Бергер последовала за своей сестрой в Лондон, где изучала гравюру и скульптуру под руководством художника Джона Бакленда-Райта. По возвращении в Турцию в 1951 году Бергер организовала свою первую выставку в Стамбуле, на которой было представлено более 100 её работ. В 1954 году её картина «Восход солнца» (тур. Güneşin Doğuşu) победила на международном конкурсе, а в следующем году она заняла второе место на второй Тегеранской биеннале. Бергер плодотворно работала и в последующие десятилетия.
Алие Бергер умерла 9 августа 1974 года на своём родном острове Бююкада.

## Признание
Посмертная ретроспектива работ Бергер прошла в Стамбульской академии изящных искусств в 1975 году. Ещё одна подобная выставка была организована банком «Yapı Kredi» в 1988 году. Четыре работы Бергер выставлены в Стамбульском государственном музее живописи и скульптуры, а три — в галерее Альбертины. Её картина 1960 года, изображающая дервишей, хранится в Метрополитен-музее в Нью-Йорке.
24 декабря 2020 года Google посвятил художнице тематический рисунок, приуроченный к 117-й годовщине её рождения.